# O'Donoghue's Pub

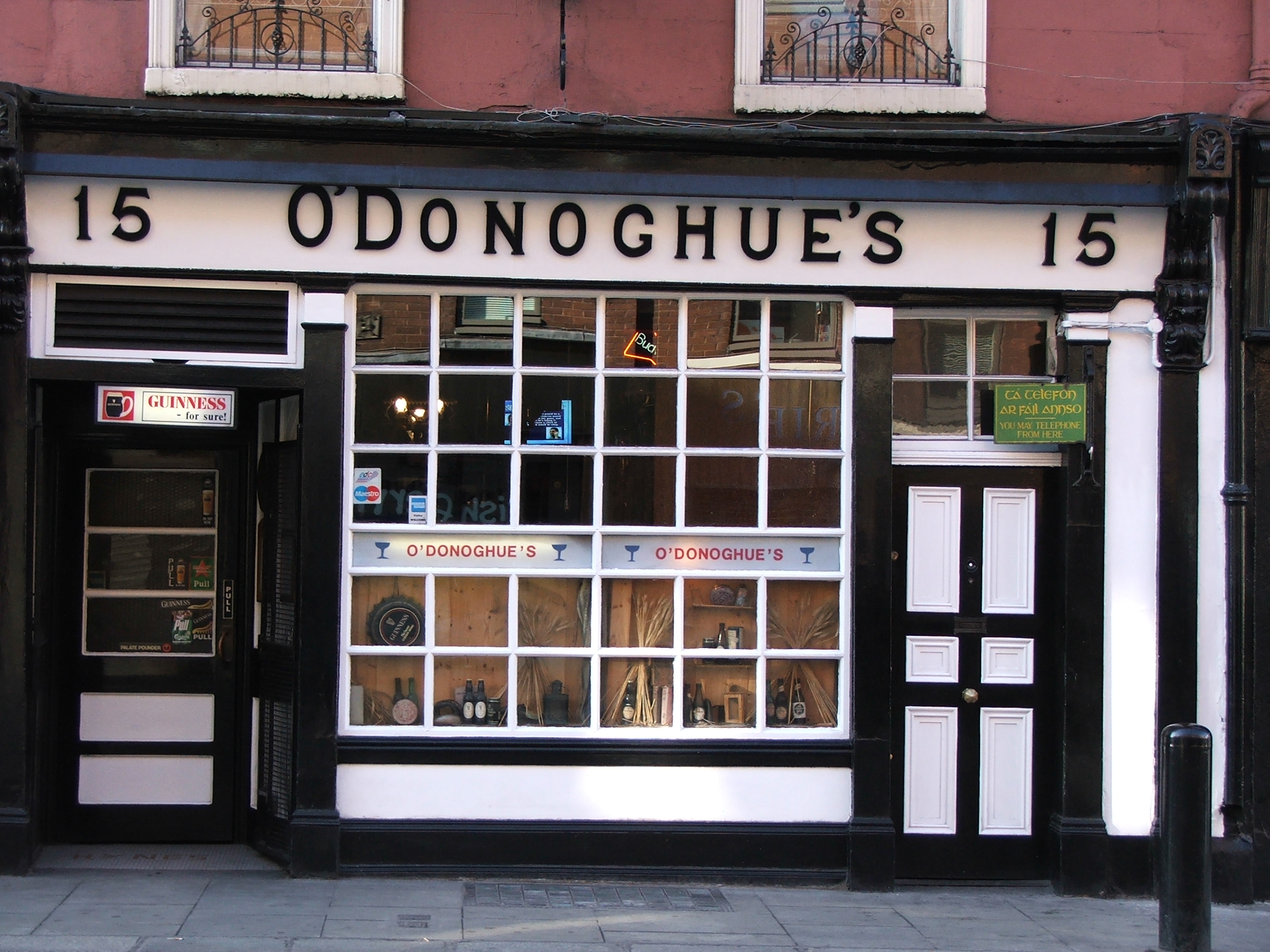
O'Donoghue's voorgevel in Merrion Row

O'Donoghue's Pub is een historische Ierse pub, gelegen in de Merrion Row in de nabijheid van St. Stephen's Green aan de zuidkant van Dublin. In 1789 ontstaan als een kruidenierswinkel, werd het pand in 1934 door de familie O'Donoghue als pub in gebruik genomen.
De pub is nauw verbonden met de Ierse traditionele muziek en in de achterkamer gingen bekend geworden folkmuzikanten zoals Christy Moore en de leden van The Dubliners in de jaren zestig van de vorige eeuw hun optredens en sessies organiseren.
Ook andere bekende Ierse folkmuzikanten, zoals The Fureys, Séamus Ennis, Joe Heaney en Phil Lynott, traden op in O'Donoghue's. In de lokalen hangen tekeningen en foto's van de bekendste Ierse folkmuzikanten, onder wie ook The Dubliners.
Dessie Hynes uit Longford kocht O'Donoghue's in 1977 van Paddy en Maureen O'Donoghue en hield de exploitatie nog elf jaar vol, totdat hij op zijn beurt de pub verkocht aan publicist Oliver Barden.